# Parus minor
El carbonero chino (Parus minor) es una especie de ave paseriforme de la familia Paridae propia de Asia Oriental. Anteriormente se consideraba conespecífico del carbonero común (Parus major), pero las investigaciones indicaron que ambos coexisten en el extremo oriental de Rusia sin hibridar.

## Distribución y hábitat

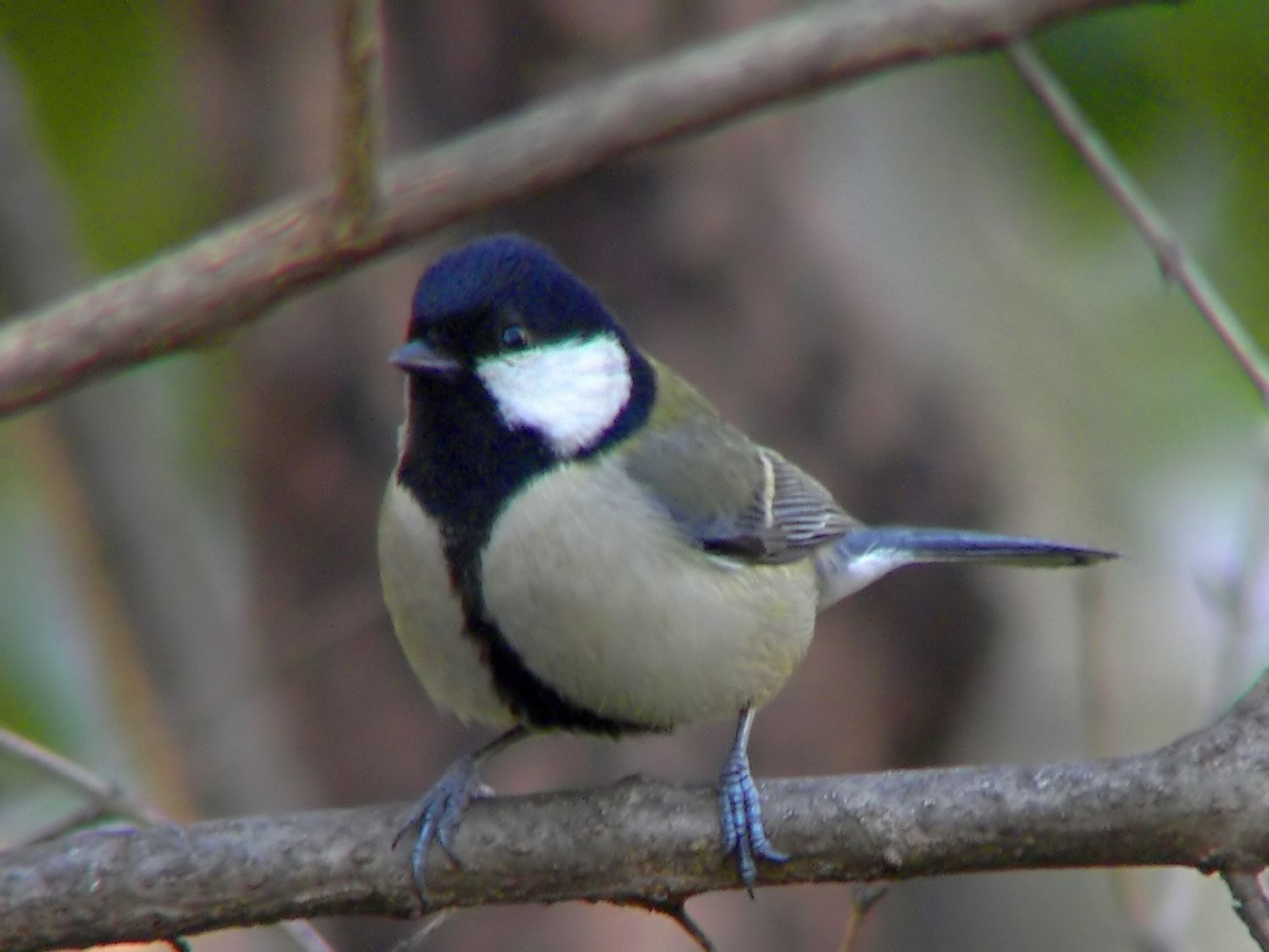

Se extiende por los bosques templados del este de Asia, desde el extremo nororiental del subcontinente indio, por China, el extremo sudoriental de Rusia (incluidas la isla de Sajalín y las Kuriles) y la península de Corea hasta  el archipiélago japonés.

## Canto
La especie saltó a los titulares en marzo de 2016, cuando Suzuki et al. publicaron un estudio en Nature Communications en el que se informaba de pruebas de composición sintáctica en las notas de sus llamadas. La primera vez en demostrarse tal sintaxis en un animal no humano.